# Hellé Nice
Pour les articles homonymes, voir Nice (homonymie).
Mariette Hélène Delangle, plus connue sous son nom de scène Hellé Nice, née le 15 décembre 1900 à Aunay-sous-Auneau (Eure-et-Loir) et morte le 1er octobre 1984 à Nice, est une danseuse, actrice de théâtre et acrobate, devenue pilote automobile durant toutes les années 1930, et principalement en Grand Prix.

## Biographie

### Jeunesse et music-hall

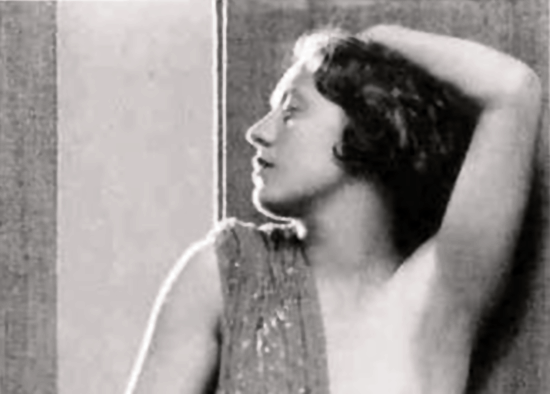
Hellé Nice, modèle nue dans les années 1920.

Hellé Nice est la fille d'Alexandrine « Estelle » Bouillie et de son mari « Aristide » Léon Delangle. Son père travaille comme receveur des postes d'Aunay-sous-Auneau à 75 kilomètres au sud-ouest de Paris, village qu'elle quitte à l'âge de 16 ans.
L’adolescente devient modèle nue. Elle pose pour l'artiste René Carrère, célèbre pour ses dessins utilisés pour la publicité de spectacles de music-hall. Celui-ci l’encourage à prendre des cours de ballet. Elle trouve alors du travail dans des music-halls et, en quelques années, devient une danseuse nue à succès (notamment au Casino de Paris), sous le nom de scène de Hélène Nice, qui finit par devenir Hellé Nice (avec ou sans trait d'union).
Ce pseudonyme serait né d'une phrase « franco-anglaise » qu'elle aurait entendue prononcée en français : « Elle est nice », c'est-à-dire « elle est charmante », ce qui phonétiquement donne Hellé Nice[réf. souhaitée]. De plus, elle était amoureuse de la ville de Nice dans laquelle elle terminera sa vie. Hellé Nice se bâtit une solide réputation en tant qu'artiste solo, mais en 1926, elle décide de s'associer avec Robert Lisset pour jouer dans les cabarets à travers l'Europe. Ses revenus de danseuse et de modèle deviennent tels qu'ils lui permettent d'acheter une maison et un yacht[réf. souhaitée].
C'est à cette période que Hellé Nice rencontre l'aviateur français Henry Gérard de Courcelles, décoré de la Grande guerre et devenu pilote automobile.

### Carrière de pilote

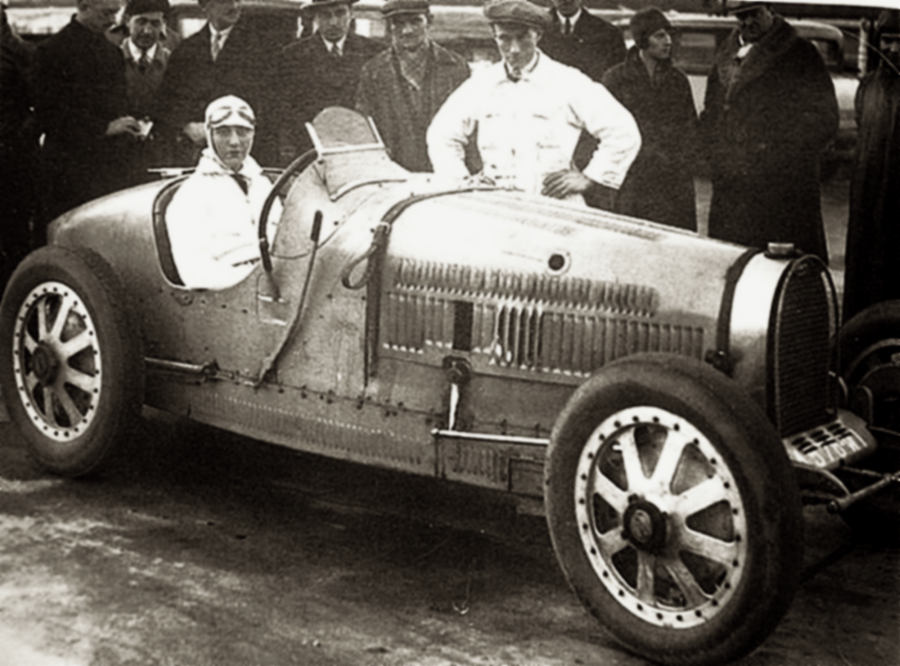
Hellé Nice en 1929, lors de son record du monde de vitesse.

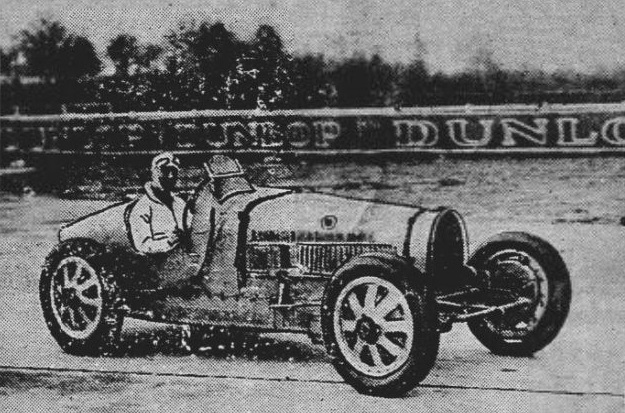
Hellé Nice à Montlhéry, en février 1930, détentrice du record de vitesse sur l'anneau de Montlhéry à 197.200 km/h.

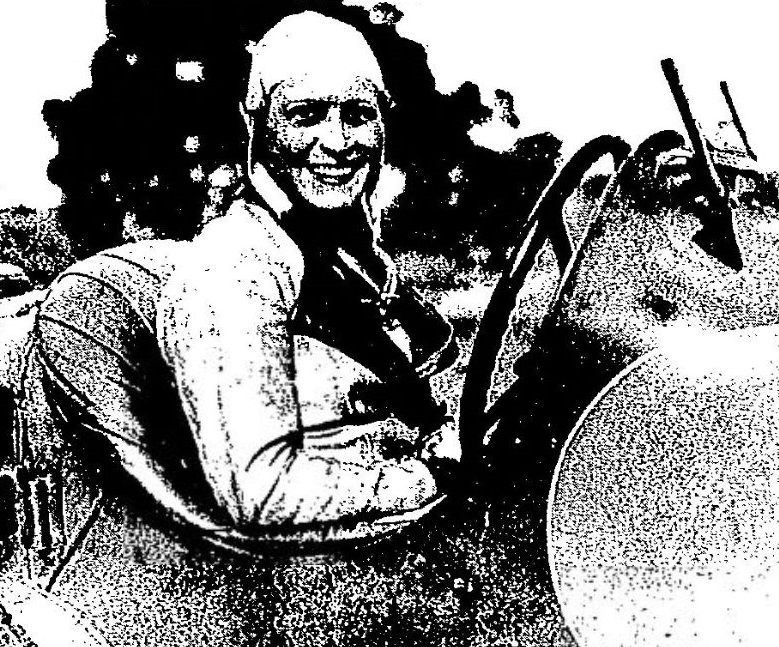
Hellé Nice en 1934, Paris-Alger magazine. Revue mensuelle de la femme.

Hellé Nice est titulaire du permis de conduire depuis l’âge de vingt ans, une situation encore rare pour les femmes au début des années 1920. C'est Henry de Courcelles qui lui fait alors découvrir le monde de la course automobile.  
Elle participe à des courses automobiles dès qu'elle en a occasion sans pour autant être autorisée à concourir officiellement. Afin de satisfaire son désir de sensations fortes, Hellé Nice s'initie au ski alpin.  
En 1927, sa notoriété d'artiste atteint son apogée lorsqu’elle se produit dans le spectacle intitulé Les Ailes de Paris. Accompagnée d'Henry de Courcelles, elle multiplie les voyages entre la Côte d'Azur et la montagne. Cependant, Hellé Nice se blesse au genou lors d'une descente en ski. Elle est alors contrainte de mettre un terme à sa carrière dans le music-hall. 
À cette époque, la région parisienne est l'un des principaux pôles de l'industrie automobile française et de nombreuses compétitions sont organisées pour les amateurs d'automobiles. Hellé Nice aimant la sensation que procure la conduite de voitures rapides, elle saute sur l'occasion pour participer à une course organisée par la jet set parisienne de l'époque. 
Peut-être inspirée par Charlotte Versigny qui avait participé sur une Talbot au Grand Prix de La Baule en 1927, Hellé Nice décide de tenter sa chance en tant que pilote professionnelle.
Le 2 juin 1929, Hellé Nice remporte, au volant d'une Oméga-Six, sa première course de Grand-Prix féminin sur l'Autodrome de Linas-Montlhéry.
Le 18 décembre, sur le même circuit, elle atteint la vitesse de 197,7 km/h sur un tour au volant d'une Bugatti Type 35C. Certains commentateurs ont suggéré qu'il s'agissait un nouveau record du monde de vitesse féminin, mais il n’en existe pas d’officiellement; en outre, Janine Jennky avait atteint une vitesse supérieure (199,059 km/h de moyenne et, dans un sens, 204,195 km/h) à Arpajon le 26 août 1928.
Profitant de la notoriété d'être l'unique femme du circuit des Grands Prix, elle entame dès le 10 août 1930, une tournée aux États-Unis et participe à de nombreuses courses sur une Miller, de fabrication américaine. Elle ne remporte cependant aucun des 76 Grands Prix qu'elle dispute. Hellé Nice devient également l'égérie de la marque américaine Lucky Strike.

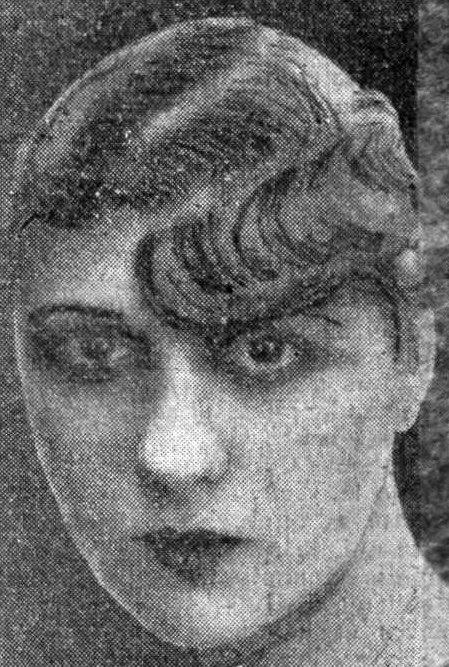
Hellé-Nice en 1932.

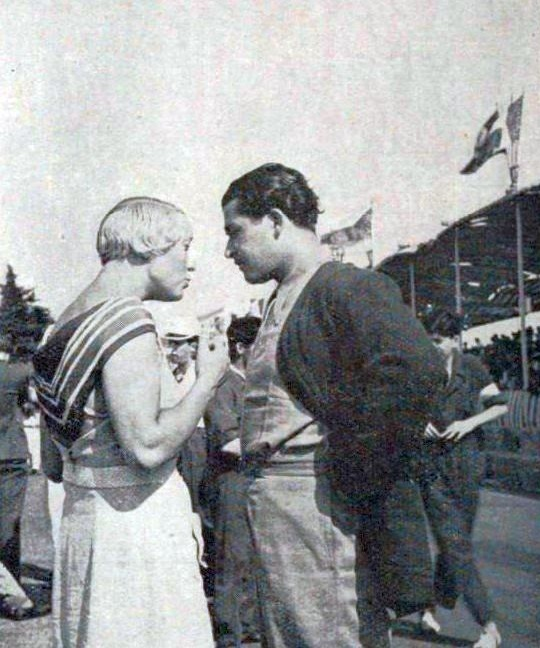
Hellé Nice et Raph, au Grand Prix de Nice 1935.

Peu de temps après son retour d'Amérique, dans un café sur les Champs-Élysées à Paris, Philippe de Rothschild se présente à elle. Pendant quelque temps, ils partagent l'amour de la course automobile. Rothschild, qui engageait sa Bugatti, présenta Hellé à Ettore Bugatti. Le propriétaire de la fameuse marque pense qu'Hellé Nice serait la personne idéale à ajouter à la liste de pilotes masculins de sa ligne de véhicules de course. Après avoir ouvertement annoncé son désir de rivaliser avec les hommes, elle atteint son objectif, après une troisième place lors du Grand Prix Bugatti de juin 1930 organisé au Mans, quand elle pilote en 1931 une Bugatti Type 35C dans cinq grands prix (Marne, Dieppe, Comminges, Monza et La Baule,).
Au cours des années suivantes, généralement la seule femme sur le circuit du Grand Prix, elle continue de piloter des Bugatti et Alfa Romeo contre les plus grands pilotes du moment comme Tazio Nuvolari, Robert Benoist, Rudolf Caracciola, Louis Chiron, Bernd Rosemeyer, Luigi Fagioli, ou Jean-Pierre Wimille.
Comme la plupart des pilotes, Hellé Nice court non seulement dans les courses de Grand Prix, mais prend également part à des courses de côte et des courses de rallye sur route partout en Europe, comme le célèbre Rallye automobile Monte-Carlo, dont elle remporte la Coupe des Dames en 1936, avec Mme Marinovitch sur Matford Alsace V8 no 50 (équipage classé dix-huitième au général).
Elle s'impose aussi au Rallye Paris-Saint-Raphaël Féminin, en 1932 sur Bugatti Type 35B suralimentée (en gagnant au passage la côte de Pougues-les-Eaux sur 1 kilomètre), puis en 1933 elle concourt dans la même course avec Odette Siko, qui avait terminé quatrième des 24 Heures du Mans 1932.
Le 10 septembre 1933, Hellé Nice participe à l'une des courses les plus tragiques de l'histoire. Au cours du Grand Prix de Monza (précédant le Grand Prix d'Italie) à l'Autodromo Nazionale di Monza, Giuseppe Campari, Baconin « Mario Umberto » Borzacchini et le comte polonais Stanisław Czaykowski, trois des plus grands pilotes de course de l'époque, se tuent. L'année suivante, elle participe à la Targa Abruzzi (de) avec Marcel Mongin sur Alfa Romeo 8C 2300 Monza (abandon).

### L'accident

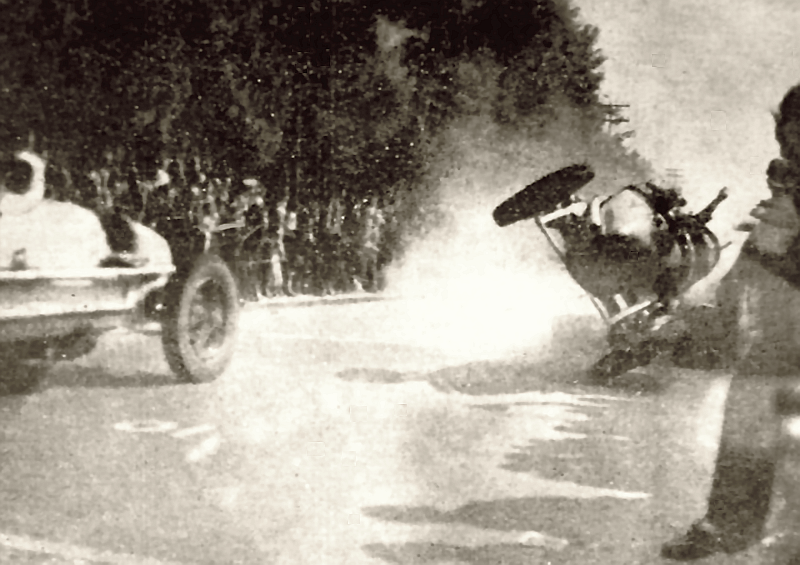
L'accident au GP São Paulo, au Brésil en 1936.

En 1936, Hellé Nice se rend au Brésil pour participer à deux courses de Grand Prix. Le 12 juillet, la pilote française dispute la première édition du Grand Prix de São Paulo. Alors qu'elle est en quatrième position, derrière le champion brésilien Manuel de Teffé, un terrible accident manque de lui coûter la vie,. De Teffé, moins rapide qu'elle, l'empêche de passer et lui ferme le passage quand elle veut le doubler. Pour éviter de le percuter, Hellé Nice se déporte vers la gauche et heurte à plus de 160 km/h une botte de paille qui se trouve sur la piste.
Hors de contrôle, son Alfa Romeo est projetée dans les airs et poursuit sa course vers une foule de spectateurs, assis sur la bordure du trottoir ou se tenant debout, maintenus par une corde, en tuant quatre et en blessant trente-sept autres,. Hellé Nice, éjectée de sa voiture, percute un soldat de plein fouet, ce qui lui sauve la vie. La force de l'impact tue cependant le soldat et la laisse inconsciente. Elle sort du coma trois jours plus tard et après deux mois en convalescence, elle sort de l'hôpital.

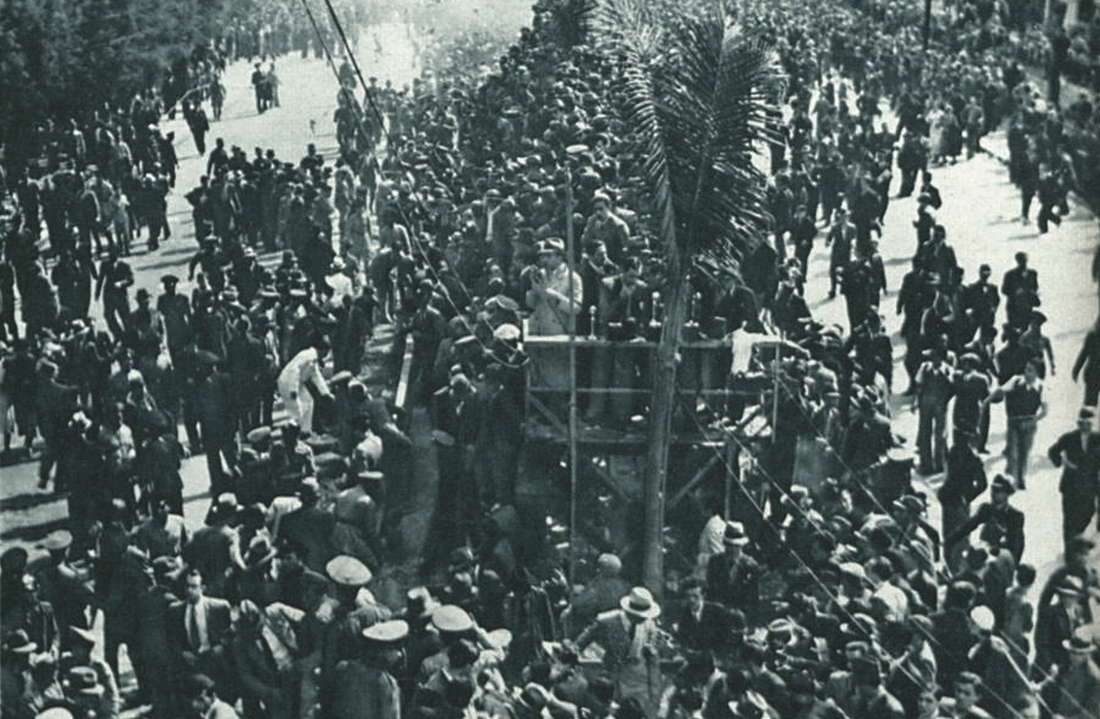
Photographie de la foule se dispersant après l'accident d'Hellé Nice.

De retour en France en septembre, Hellé Nice fait publier dans L'Intransigeant une tribune intitulée « Le cauchemar que j'ai vécu » dans laquelle elle écrit : 

« Je suis restée suffisamment dans le coma, pour avoir tout oublié. J’ai même oublié que j'avais participé à cette course… Les quelques souvenirs que je vais essayer de vous conter, je les tiens d’amis qui assistèrent à cet épouvantable accident. […] la protection du public était, il faut bien le dire, insignifiante, et d'autant plus inefficace, que les Brésiliens pour encourager Teffé, leur grand champion, n’hésitèrent pas à envahir les bas côtés du circuit pour mieux manifester. […] J'avais perdu la seconde place parce que mon moteur chauffait anormalement, du fait que mon radiateur était obstrué par les feuillets des blocs qui situaient la marche des coureurs. Ces feuillets, je le précise, étaient négligemment jetés sur la route par les commissaires chargés du pointage. Après que j’eus remis de l’eau dans mon radiateur, je me lançais à la poursuite de Teffé. À l'avant-dernier tour, j'allais à nouveau le dépasser lorsqu’il eut la malheureuse idée de se rabattre sur le côté gauche de la route, ce qui devait me pousser irrémédiablement sur les spectateurs… Et l'accident se produisit. »

— Hellé-Nice, septembre 1936.
La tragédie fait d'elle une héroïne auprès de la population brésilienne. De nombreuses familles donnèrent à leurs enfants le prénom Helenice ou Elenice. Aujourd'hui, un grand nombre de femmes portent ce prénom au Brésil. Bien qu'Hellé Nice n'en ait jamais beaucoup parlé publiquement, cet accident a eu un profond impact et la mémoire des événements la hanta pour le restant de sa vie.

### Le retour
En 1937, elle tente un retour en course, dans l'espoir de participer aux Mille Miglia en Italie et au Grand Prix de Tripoli qui offraient de très importantes sommes d'argent. Toutefois, elle ne peut obtenir le soutien nécessaire et elle se résigne à participer aux essais d'endurance de la firme Yacco réservés aux femmes sur l'autodrome de Montlhéry en France, au volant d'une Matford. En alternance avec trois autres pilotes femmes, Hellé Nice conduisit pendant dix jours et dix nuits d'affilée, battant elle-même dix records mondiaux, records qu'elle détient encore à ce jour[Quand ?] (voir détails à Odette Siko). 
Les deux années suivantes, elle participe à des rallyes en espérant rejoindre l'équipe Bugatti. Le 11 juin 1939, elle termine deuxième de la première épreuve sur le circuit de Péronne, derrière Yvonne Simon (dans le cadre du Grand Prix de Picardie). Mais, en août 1939, son ami Jean Bugatti se tue, lors de l'essai d'une voiture de l'usine familiale et un mois plus tard, les courses automobiles prennent fin en Europe avec le début de la Seconde Guerre mondiale.
Elle a le temps de remporter la seconde et dernière manche du Championnat féminin de l'Union Sportive Automobile, organisée sur le Circuit du Comminges, le dimanche 6 août 1939, à bord d'une Renault Juvaquatre face à neuf autres concurrentes nationales (épreuve du championnat intitulé « Les Comminges 1939 », en fait un critérium automobile féminin), avec en prime le meilleur temps au tour. 
En 1943, la France est sous occupation allemande, Hellé Nice achète une villa à Nice et y emménage avec son amant Arnaldo Binelli. Le couple laisse ainsi passer la guerre.

### Accusations
En 1949, le premier Rallye Monte-Carlo d'après-guerre a lieu dans la principauté de Monaco et Hellé Nice était là pour prendre part à la manifestation. Lors d'une grande fête organisée pour célébrer le retour à la course, Louis Chiron, un multiple champion de Grand Prix, tout à coup traverse la salle et accuse Hellé Nice d'avoir été un agent de la Gestapo durant la guerre,.
À l'époque, une telle accusation pouvait être un sérieux revers pour une carrière et, venant d'un homme aussi puissant que Louis Chiron, même s'il ne fournit aucune preuve, marque la fin de carrière de pilote d'Hellé Nice. Lâchée par ses sponsors, elle ne recourt plus à la suite de cela, son nom et ses grandes réalisations sont effacées des annales de l'histoire de la course automobile,.
Ses amis et connaissances la délaissent, son amant l'abandonne également. Avec lui s'envole une grande partie de son argent, et rapidement les maigres fonds qui lui restent se réduisent au point qu'elle doit accepter la charité d'un organisme parisien privé mis en place par des artistes pour venir en aide aux anciens artistes nécessiteux et nommé La Roue tourne.
Aucun des faits de l'accusation de Louis Chiron n'a jamais été éclairci et des recherches récentes, faites par Miranda Seymour, autrice de la biographie de Hellé Nice publiée en 2004, n'ont jamais prouvé sa culpabilité. Biographe respectée, Miranda Seymour est même allée jusqu'à vérifier les documents officiels à Berlin et a été informée par les autorités allemandes qu'Hellé Nice n'a jamais été une agente,. Ironie du sort, avant-guerre, Chiron lui-même, conduit par le désir d'une voiture plus performante, a piloté pour l'équipe Mercedes-Benz que les nazis ont utilisée comme un objet de propagande en faveur de leur philosophie de la supériorité raciale, à un moment où son collègue juif et rival René Dreyfus ne le pouvait pas.

### Les dernières années
Considérée comme l'une des plus illustres femmes pilotes, symbolisant l'émancipation féminine au XXe siècle et ayant participé avec succès à plus de soixante-dix événements au plus haut échelon de la course automobile, Hellé Nice est désormais ruinée. Elle passe les dernières années de sa vie incognito, loin des luxueux palaces de la Riviera, dans un minuscule logement situé dans le quartier ouvrier de Riquier (rue Edouard-Scoffier).
Éloignée de sa famille pendant des années, elle meurt sans un sou en 1984, sans ami et complètement oubliée par le milieu mondain, huppé et aisé gravitant autour des courses automobiles dont elle faisait autrefois partie. Sa crémation est payée par La Roue tourne, organisme de charité qui l'avait aidée, et ses cendres sont envoyées à sa sœur dans le village de Sainte-Mesme près de son lieu de naissance où ses parents étaient déjà enterrés. Sa sœur, qui n'avait jamais apprécié son mode de vie très libre, ne prend pas la peine de faire graver son nom sur la tombe familiale,.
Il faut attendre 2010, et l'initiative de sa biographe Miranda Seymour et d'admiratrices américaines, qui avaient créé la Hellé Nice Foundation, pour que ce « méchant oubli » soit rectifié et qu'une plaque commémorative honore sa mémoire, tandis qu'une rue de son village natal porte maintenant son nom,.

## Principaux résultats en Grand Prix

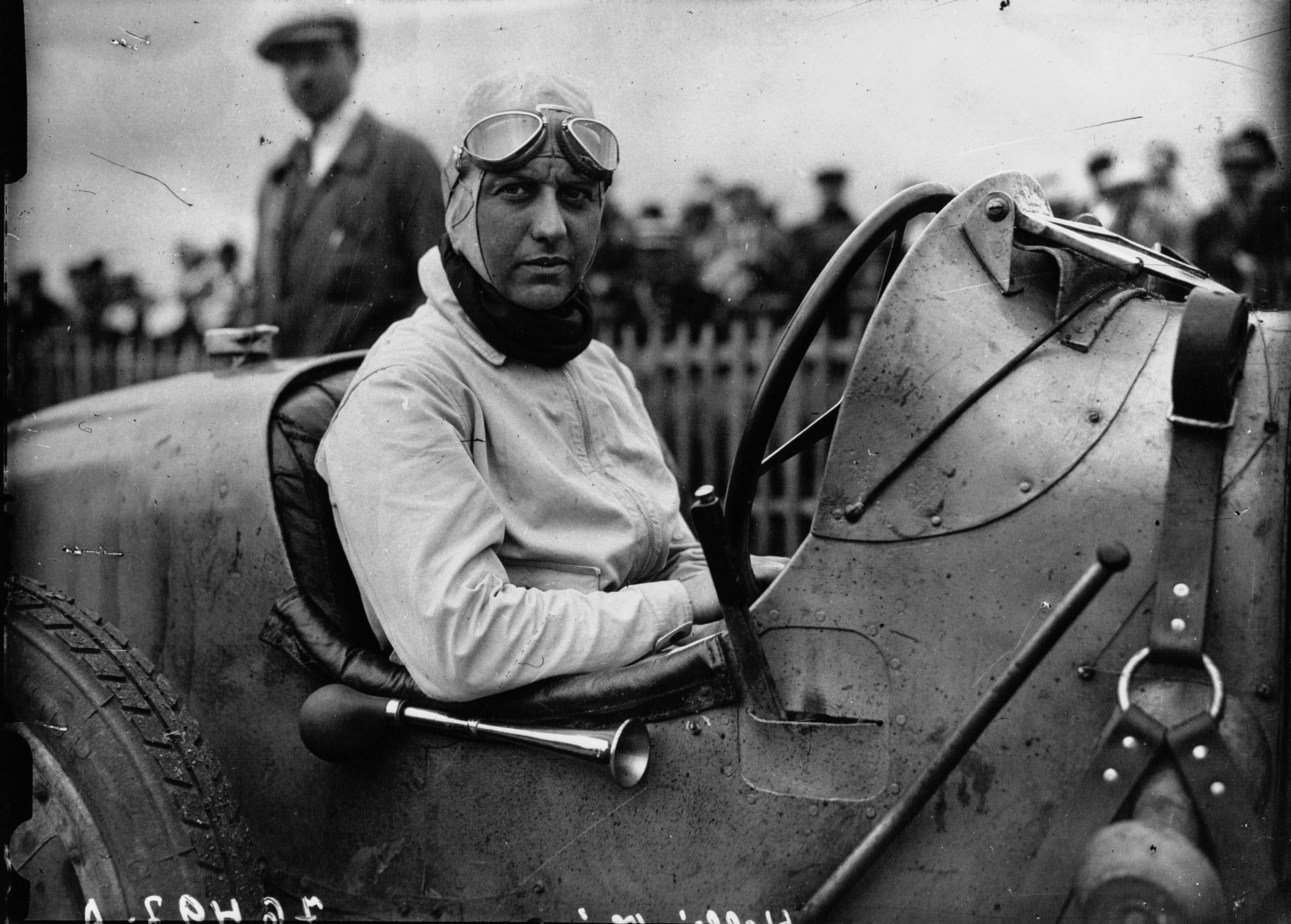
Hellé Nice au Grand Prix Bugatti de 1930.

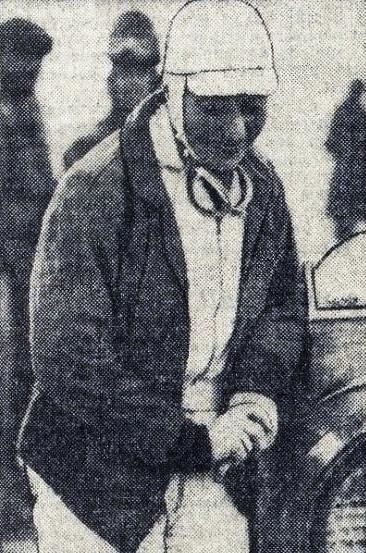
Hellé Nice victorieuse de la Coupe des Dames du rallye Monte Carlo 1936.

- 3e du Grand Prix Bugatti, le 1er juillet 1930,
- 4e du Grand Prix de la Marne (pour 2,0 l), le 5 juillet 1931,
- 4e du Grand Prix de Picardie, le 27 mai 1935,
- 5e du Grand prix de Lorraine (pour 2,0 l), le 5 juin 1932,
- 6e de la 1re course du Grand Prix de Biella, le 9 juin 1935,
- 7e du Grand Prix de Dieppe, le 26 juillet 1931,
- 7e du Grand Prix du Dauphiné, le 2 août 1931,
- 7e du Grand Prix de Dieppe (pour 2,0 l), le 24 juillet 1932,
- 7e du Grand Prix de Picardie, le 27 mai 1934,
- 7e de la 2e course du Grand Prix de Vichy, le 15 juillet 1934,
- 7e du Grand Prix de Dieppe, le 22 juillet 1934,
- 7e du Grand Prix d'Algérie, le 28 octobre 1934,
- 7e du Grand Prix du Comminges, le 28 juillet 1935,
- 8e du Grand Prix du Comminges, le 16 août 1931,
- 8e du Grand Prix de Monza 1931 (pour 2,0 l), le 6 septembre 1931,
- 8e du Grand Prix de La Baule, le 13 septembre 1931,
- 8e du Grand Prix d'Oran, le 24 avril 1932,
- 8e de la Coppa Acerbo 1933, le 15 août 1933,
- 8e du Grand Prix du Comminges, le 26 août 1934,
- 8e du Grand Prix de Pau 1935, le 24 février 1935,
- 9e du Grand Prix de Marseille, le 27 août 1933,
- 9e du Grand Prix de Monza, le 10 septembre 1933.

## Voitures utilisées en course
Ces résultats ont été obtenus avec les voitures suivantes :
- une Bugatti Type 35B, 8 cylindres (châssis no 4863), immatriculation 2066 RD9 pour la course du Mans en 1930 et les courses de 1931[29],[30],[31].
- une Bugatti Type 35C, 8 cylindres (châssis no 4921), immatriculation 2678 RB6[32] pour les autres courses[33],
- une Alfa Romeo 8C 2300 Monza à partir de septembre 1933 [13], (châssis no 2311213)[34].

Hellé Nice a possédé aussi une Bugatti Type 43A immatriculée 2066 RD.

### Émissions radiophoniques
- « Hellé Nice, pilote pionnière de la course automobile » le 13 décembre 2020 dans L'Oeil du Tigre (Philippe Collin) sur France Inter
- « Portrait : Hellé Nice, une femme pionnière dans la course automobile », le 24 janvier 2021 sur France 2, dans la série documentaire Les Battantes du JT 13 H, initiée par Leïla Kaddour
- « Elles ont posé nues », le 31 mars 2021 dans l'émission Historiquement vôtre sur Europe 1 (Stéphane Bern et Matthieu Noël)